# Krisztofer Horváth
Krisztofer Horváth (Hévíz, 8 de enero de 2002) es un futbolista húngaro que juega en la demarcación de centrocampista para el Újpest F. C. de la Nemzeti Bajnokság I.

## Selección nacional
Hizo su debut con la selección de fútbol de Hungría el 10 de septiembre de 2023 en un partido amistoso contra República Checa que finalizó con un resultado de empate a uno tras el gol de Roland Sallai para Hungría, y de Václav Jurečka para República Checa.

### Participaciones en Eurocopas
| Copa          | Sede     | Resultado    | Partidos | Goles |
| ------------- | -------- | ------------ | -------- | ----- |
| Eurocopa 2024 | Alemania | Primera fase | 0        | 0     |

## Clubes
| Club                   | País    | Año       | Partidos | Goles |
| ---------------------- | ------- | --------- | -------- | ----- |
| Zalaegerszegi TE       | Hungría | 2018-2019 | 22       | 2     |
| SPAL                   | Italia  | 2020      | 3        | 0     |
| Torino F. C.           | Italia  | 2020-2021 | 1        | 0     |
| Szeged-Csanád (cedido) | Hungría | 2021-2022 | 31       | 19    |
| Debreceni VSC (cedido) | Hungría | 2022-2023 | 9        | 1     |
| Kecskeméti TE (cedido) | Hungría | 2023-2024 | 51       | 18    |
| Újpest F. C.           | Hungría | 2024-     | 31       | 4     |